# Heinrich IV. (Kärnten)
Heinrich IV. von Kärnten (* um 1065/70; † 14. Dezember 1123) aus dem Hause der Spanheimer war 1122–1123 Herzog von Kärnten und Markgraf von Verona.
Er war der älteste Sohn von Graf Engelbert I. von Spanheim und Hedwig von Sachsen, Tochter von Herzog Bernhard II.
Nach dem Tode seines Taufpaten Herzog Heinrich III. von Kärnten, dem letzten Eppensteiner, erbte er von diesem 1122 die Herzogswürde und die Markgrafenwürde, nicht aber dessen reiche Allode, die an die Traungauer fielen. (Dadurch fielen z. B. die „provincia Graslupp“, d. i. das ganze Neumarkter und Sankt Lambrechter Gebiet, und die Region Murau, die bisher zu Kärnten (Grafschaft Friesach) gehört hatten, zur Steiermark.) Die Markgrafschaft wurde allerdings nur noch in Personalunion an das Herzogtum Kärnten gegliedert.
Heinrich starb ein Jahr nach seiner Regierungsübernahme, 1123. Sein Nachfolger wurde sein Bruder Engelbert.